# Podsavezna nogometna liga Brčko 1962./63.
Podsavezna nogometna liga Brčko, (također i kao "Brčanska podsavezna nogometna liga", "Prvenstvo Brčanskog podsaveza") je bila liga petog stupnja nogometnog prvenstva Jugoslavije u sezoni 1962./63. 
 
Sudjelovalo je 24 klubova u tri skupine. 
- I grupa – 7 klubova, pobjednik "Proleter" iz Dvorova
- II grupa – 7 klubova, pobjednik "Graničar" iz Brezova Polja
- III grupa – 10 klubova, prvak "Radnik" iz Tišine (MZ Hrvatska Tišina)

## I grupa
Ljestvica
| mj. | klub                   | ut. | pob. | ner. | por. | gol+ | gol- | bod |
| --- | ---------------------- | --- | ---- | ---- | ---- | ---- | ---- | --- |
| 1.  | Proleter Dvorovi       | 12  | 11   | 1    | 0    | 34   | 10   | 23  |
| 2.  | Kolektiv Međaši        | 12  | 7    | 1    | 4    | 26   | 17   | 15  |
| 3.  | Gorica Pučile          | 12  | 6    | 1    | 5    | 22   | 17   | 13  |
| 4.  | Podrinje Janja         | 12  | 6    | 0    | 6    | 34   | 20   | 12  |
| 5.  | Rudar Ugljevik         | 12  | 4    | 1    | 7    | 11   | 22   | 9   |
| 6.  | Glumac Balatun         | 12  | 3    | 0    | 9    | 19   | 33   | 6   |
| 7.  | Mladost Velika Obarska | 12  | 3    | 0    | 9    | 16   | 41   | 6   |

- naselje Velika Obarska navedeno i kao Obarska

Rezultatska križaljka
| kratica | klub                   | GLU | GOR | KOL | MLA | POD | PRO | RUD |
| --- | ---------------------- | --- | --- | --- | --- | --- | --- | --- |
| GLU | Glumac Balatun         |     |     |     |     |     |     |     |
| GOR | Gorica Pučile          |     |     |     |     |     |     |     |
| KOL | Kolektiv Međaši        |     |     |     |     |     |     |     |
| MLA | Mladost Velika Obarska |     |     |     |     |     |     |     |
| POD | Podrinje Janja         |     |     |     |     |     |     |     |
| PRO | Proleter Dvorovi       |     |     |     |     |     |     |     |
| RUD | Rudar Ugljevik         |     |     |     |     |     |     |     |
| |                        |     |     |     |     |     |     |     |
| podebljan rezultat - utakmice od 1. do 7. kola (1. utakmica između klubova) rezultat normalne debljine - utakmice od 8. do 14. kola (2. utakmica između klubova) rezultat nakošen - nije vidljiv redoslijed odigravanja međusobnih utakmica iz dostupnih izvora rezultat nakošen i smanjen * - iz dostupnih izvora nije uočljiv domaćin susreta prekrižen rezultat - poništena ili brisana utakmica p - utakmica prekinuta 3:0 p.f. / 0:3 p.f. - rezultat 3:0 bez borbe n.i. - nije igrano |                        |     |     |     |     |     |     |     |

 Izvori: 

## II grupa
Ljestvica
| mj. | klub                   | ut. | pob. | ner. | por. | gol+ | gol- | bod |
| --- | ---------------------- | --- | ---- | ---- | ---- | ---- | ---- | --- |
| 1.  | Graničar Brezovo Polje | 12  | 9    | 3    | 0    | 45   | 10   | 21  |
| 2.  | Zora Čelić             | 12  | 9    | 2    | 1    | 35   | 13   | 20  |
| 3.  | Bratstvo Koraj         | 12  | 6    | 2    | 4    | 25   | 21   | 14  |
| 4.  | Proleter Brka          | 12  | 5    | 3    | 4    | 26   | 31   | 13  |
| 5.  | Bratstvo Srnice        | 12  | 3    | 2    | 7    | 10   | 20   | 8   |
| 6.  | Napredak Begovača      | 12  | 2    | 2    | 8    | 23   | 25   | 6   |
| 7.  | Sloga Hrgovi Donji     | 12  | 0    | 2    | 10   | 7    | 51   | 2   |

- Begovača – skraćeni naziv za naselje Omerbegovača
- Hrgovi Donji – navedeno i kao Hrgovi

Rezultatska križaljka
| kratica | klub                   | BRAK | BRAS | GRA | NAP | PRO | SLO | ZORA |
| --- | ---------------------- | ---- | ---- | --- | --- | --- | --- | ---- |
| BRAK | Bratstvo Koraj         |      |      |     |     |     |     |      |
| BRAS | Bratstvo Srnice        |      |      |     |     |     |     |      |
| GRA | Graničar Brezovo Polje |      |      |     |     |     |     |      |
| NAP | Napredak Begovača      |      |      |     |     |     |     |      |
| PRO | Proleter Brka          |      |      |     |     |     |     |      |
| SLO | Sloga Hrgovi Donji     |      |      |     |     |     |     |      |
| ZORA | Zora Čelić             |      |      |     |     |     |     |      |
| |                        |      |      |     |     |     |     |      |
| podebljan rezultat - utakmice od 1. do 7. kola (1. utakmica između klubova) rezultat normalne debljine - utakmice od 8. do 14. kola (2. utakmica između klubova) rezultat nakošen - nije vidljiv redoslijed odigravanja međusobnih utakmica iz dostupnih izvora rezultat nakošen i smanjen * - iz dostupnih izvora nije uočljiv domaćin susreta prekrižen rezultat - poništena ili brisana utakmica p - utakmica prekinuta 3:0 p.f. / 0:3 p.f. - rezultat 3:0 bez borbe n.i. - nije igrano |                        |      |      |     |     |     |     |      |

 Izvori: 

## III grupa
Ljestvica
| mj. | klub                    | ut. | pob. | ner. | por. | gol+ | gol- | bod |
| --- | ----------------------- | --- | ---- | ---- | ---- | ---- | ---- | --- |
| 1.  | Radnik Tišina           | 18  | 13   | 3    | 2    | 50   | 13   | 29  |
| 2.  | Posavac Ugljara         | 18  | 13   | 3    | 2    | 60   | 23   | 29  |
| 3.  | Mladost Donji Hasić     | 18  | 11   | 3    | 4    | 48   | 28   | 25  |
| 4.  | Zadrugar Skugrić Gornji | 18  | 11   | 1    | 6    | 49   | 39   | 23  |
| 5.  | Sloga Prud              | 18  | 7    | 3    | 8    | 38   | 31   | 17  |
| 6.  | Napredak Matići         | 18  | 7    | 3    | 8    | 33   | 41   | 17  |
| 7.  | Dinamo Donja Mahala     | 18  | 6    | 2    | 10   | 35   | 36   | 14  |
| 8.  | Zasavica                | 18  | 4    | 2    | 12   | 28   | 51   | 10  |
| 9.  | Jedinstvo Crkvina       | 18  | 3    | 4    | 11   | 19   | 55   | 10  |
| 10. | Zvijezda Kruškovo Polje | 18  | 2    | 2    | 14   | 20   | 59   | 6   |

- "Radnik" Tišina – iz mjesne zajednice Hrvatska Tišina
- Donji Hasić – navedeno i kao Hasići

Rezultatska križaljka
| kratica | klub                    | DIN | JED | MLA | NAP | POS | RAD | SLO | ZAD | ZAS | ZVI |
| --- | ----------------------- | --- | --- | --- | --- | --- | --- | --- | --- | --- | --- |
| DIN | Dinamo Donja Mahala     |     |     |     |     |     |     |     |     |     |     |
| JED | Jedinstvo Crkvina       |     |     |     |     |     |     |     |     |     |     |
| MLA | Mladost Donji Hasić     |     |     |     |     |     |     |     |     |     |     |
| NAP | Napredak Matići         |     |     |     |     |     |     |     |     |     |     |
| POS | Posavac Ugljara         |     |     |     |     |     |     |     |     |     |     |
| RAD | Radnik Tišina           |     |     |     |     |     |     |     |     |     |     |
| SLO | Sloga Prud              |     |     |     |     |     |     |     |     |     |     |
| ZAD | Zadrugar Skugrić Gornji |     |     |     |     |     |     |     |     |     |     |
| ZAS | Zasavica                |     |     |     |     |     |     |     |     |     |     |
| ZVI | Zvijezda Kruškovo Polje |     |     |     |     |     |     |     |     |     |     |
| |                         |     |     |     |     |     |     |     |     |     |     |
| podebljan rezultat - utakmice od 1. do 9. kola (1. utakmica između klubova) rezultat normalne debljine - utakmice od 10. do 18. kola (2. utakmica između klubova) rezultat nakošen - nije vidljiv redoslijed odigravanja međusobnih utakmica iz dostupnih izvora rezultat nakošen i smanjen * - iz dostupnih izvora nije uočljiv domaćin susreta prekrižen rezultat - poništena ili brisana utakmica p - utakmica prekinuta 3:0 p.f. / 0:3 p.f. - rezultat 3:0 bez borbe n.i. - nije igrano |                         |     |     |     |     |     |     |     |     |     |     |

 Izvori: 